# Eleições autárquicas portuguesas de 1976 no distrito de Faro
| Eleições autárquicas portuguesas de 1976 Distritos: Aveiro \| Beja \| Braga \| Bragança \| Castelo Branco \| Coimbra \| Évora \| Faro \| Guarda \| Leiria \| Lisboa \| Portalegre \| Porto \| Santarém \| Setúbal \| Viana do Castelo \| Vila Real \| Viseu \| Açores \| Madeira |

## Resultados por concelho
Os resultados nos concelhos do distrito de Faro foram os seguintes:

### Albufeira
| Partido                 | Partido                     | Votos  | %               | Vereadores |
| ----------------------- | --------------------------- | ------ | --------------- | ---------- |
|                         | Partido Socialista          | 2 661  | 39,70 / 100,00  | 3 / 7      |
|                         | Partido Social Democrata    | 2 649  | 39,52 / 100,00  | 3 / 7      |
|                         | Frente Eleitoral Povo Unido | 1 164  | 17,37 / 100,00  | 1 / 7      |
| Votos Inválidos         | Votos Inválidos             | 229    | 3,42 / 100,00   |            |
| Total                   | Total                       | 6 703  | 100,00 / 100,00 | 7 / 7      |
| Eleitorado/Participação | Eleitorado/Participação     | 12 298 | 54,50 / 100,00  |            |

### Alcoutim
| Partido                 | Partido                     | Votos | %               | Vereadores |
| ----------------------- | --------------------------- | ----- | --------------- | ---------- |
|                         | Partido Socialista          | 1 427 | 55,46 / 100,00  | 4 / 5      |
|                         | Partido Social Democrata    | 590   | 22,93 / 100,00  | 1 / 5      |
|                         | Frente Eleitoral Povo Unido | 352   | 13,68 / 100,00  | 0 / 5      |
| Votos Inválidos         | Votos Inválidos             | 204   | 7,93 / 100,00   |            |
| Total                   | Total                       | 2 573 | 100,00 / 100,00 | 5 / 5      |
| Eleitorado/Participação | Eleitorado/Participação     | 4 688 | 54,88 / 100,00  |            |

### Aljezur
| Partido                 | Partido                     | Votos | %               | Vereadores |
| ----------------------- | --------------------------- | ----- | --------------- | ---------- |
|                         | Partido Socialista          | 1 511 | 54,49 / 100,00  | 3 / 5      |
|                         | Frente Eleitoral Povo Unido | 639   | 23,04 / 100,00  | 1 / 5      |
|                         | Partido Social Democrata    | 423   | 15,25 / 100,00  | 1 / 5      |
| Votos Inválidos         | Votos Inválidos             | 200   | 7,21 / 100,00   |            |
| Total                   | Total                       | 2 773 | 100,00 / 100,00 | 5 / 5      |
| Eleitorado/Participação | Eleitorado/Participação     | 4 457 | 62,22 / 100,00  |            |

### Castro Marim
| Partido                 | Partido                     | Votos | %               | Vereadores |
| ----------------------- | --------------------------- | ----- | --------------- | ---------- |
|                         | Partido Socialista          | 1 357 | 44,17 / 100,00  | 2 / 5      |
|                         | Partido Social Democrata    | 905   | 29,46 / 100,00  | 2 / 5      |
|                         | Frente Eleitoral Povo Unido | 546   | 17,77 / 100,00  | 1 / 5      |
| Votos Inválidos         | Votos Inválidos             | 264   | 8,59 / 100,00   |            |
| Total                   | Total                       | 3 072 | 100,00 / 100,00 | 5 / 5      |
| Eleitorado/Participação | Eleitorado/Participação     | 5 703 | 53,87 / 100,00  |            |

### Faro
| Partido                 | Partido                                            | Votos  | %               | Vereadores |
| ----------------------- | -------------------------------------------------- | ------ | --------------- | ---------- |
|                         | Partido Socialista                                 | 7 749  | 38,34 / 100,00  | 3 / 7      |
|                         | Partido Social Democrata                           | 4 563  | 22,58 / 100,00  | 2 / 7      |
|                         | Frente Eleitoral Povo Unido                        | 4 176  | 20,66 / 100,00  | 2 / 7      |
|                         | Centro Democrático Social                          | 1 408  | 6,97 / 100,00   | 0 / 7      |
|                         | Grupos Dinamizadores de Unidade Popular            | 804    | 3,98 / 100,00   | 0 / 7      |
|                         | MRPP                                               | 501    | 2,48 / 100,00   | 0 / 7      |
|                         | Partido Comunista de Portugal (marxista-leninista) | 192    | 0,95 / 100,00   | 0 / 7      |
| Votos Inválidos         | Votos Inválidos                                    | 816    | 4,04 / 100,00   |            |
| Total                   | Total                                              | 20 209 | 100,00 / 100,00 | 7 / 7      |
| Eleitorado/Participação | Eleitorado/Participação                            | 31 805 | 63,54 / 100,00  |            |

### Lagoa
| Partido                 | Partido                                 | Votos  | %               | Vereadores |
| ----------------------- | --------------------------------------- | ------ | --------------- | ---------- |
|                         | Partido Socialista                      | 2 492  | 34,71 / 100,00  | 3 / 7      |
|                         | Partido Social Democrata                | 2 247  | 31,30 / 100,00  | 3 / 7      |
|                         | Frente Eleitoral Povo Unido             | 1 309  | 18,23 / 100,00  | 1 / 7      |
|                         | Grupos Dinamizadores de Unidade Popular | 446    | 6,21 / 100,00   | 0 / 7      |
|                         | Centro Democrático Social               | 253    | 3,52 / 100,00   | 0 / 7      |
| Votos Inválidos         | Votos Inválidos                         | 433    | 6,03 / 100,00   |            |
| Total                   | Total                                   | 7 180  | 100,00 / 100,00 | 7 / 7      |
| Eleitorado/Participação | Eleitorado/Participação                 | 10 410 | 68,97 / 100,00  |            |

### Lagos
| Partido                 | Partido                                 | Votos  | %               | Vereadores |
| ----------------------- | --------------------------------------- | ------ | --------------- | ---------- |
|                         | Partido Socialista                      | 4 175  | 46,59 / 100,00  | 5 / 7      |
|                         | Frente Eleitoral Povo Unido             | 2 036  | 22,72 / 100,00  | 2 / 7      |
|                         | Centro Democrático Social               | 795    | 8,87 / 100,00   | 0 / 7      |
|                         | Partido Social Democrata                | 757    | 8,45 / 100,00   | 0 / 7      |
|                         | Grupos Dinamizadores de Unidade Popular | 674    | 7,52 / 100,00   | 0 / 7      |
| Votos Inválidos         | Votos Inválidos                         | 525    | 5,86 / 100,00   |            |
| Total                   | Total                                   | 8 962  | 100,00 / 100,00 | 7 / 7      |
| Eleitorado/Participação | Eleitorado/Participação                 | 14 269 | 62,81 / 100,00  |            |

### Loulé
| Partido                 | Partido                     | Votos  | %               | Vereadores |
| ----------------------- | --------------------------- | ------ | --------------- | ---------- |
|                         | Partido Socialista          | 7 736  | 41,14 / 100,00  | 3 / 7      |
|                         | Partido Social Democrata    | 6 916  | 36,78 / 100,00  | 3 / 7      |
|                         | Frente Eleitoral Povo Unido | 2 862  | 15,22 / 100,00  | 1 / 7      |
|                         | MRPP                        | 376    | 2,00 / 100,00   | 0 / 7      |
| Votos Inválidos         | Votos Inválidos             | 912    | 4,85 / 100,00   |            |
| Total                   | Total                       | 18 802 | 100,00 / 100,00 | 7 / 7      |
| Eleitorado/Participação | Eleitorado/Participação     | 32 017 | 58,73 / 100,00  |            |

### Monchique
| Partido                 | Partido                     | Votos | %               | Vereadores |
| ----------------------- | --------------------------- | ----- | --------------- | ---------- |
|                         | Partido Social Democrata    | 1 946 | 40,85 / 100,00  | 2 / 5      |
|                         | Partido Socialista          | 1 917 | 40,24 / 100,00  | 2 / 5      |
|                         | Frente Eleitoral Povo Unido | 679   | 14,25 / 100,00  | 1 / 5      |
| Votos Inválidos         | Votos Inválidos             | 222   | 4,66 / 100,00   |            |
| Total                   | Total                       | 4 764 | 100,00 / 100,00 | 5 / 5      |
| Eleitorado/Participação | Eleitorado/Participação     | 8 247 | 57,77 / 100,00  |            |

### Olhão
| Partido                 | Partido                     | Votos  | %               | Vereadores |
| ----------------------- | --------------------------- | ------ | --------------- | ---------- |
|                         | Partido Socialista          | 7 935  | 53,86 / 100,00  | 5 / 7      |
|                         | Partido Social Democrata    | 2 648  | 17,97 / 100,00  | 1 / 7      |
|                         | Frente Eleitoral Povo Unido | 2 080  | 14,12 / 100,00  | 1 / 7      |
|                         | MRPP                        | 727    | 4,93 / 100,00   | 0 / 7      |
|                         | Centro Democrático Social   | 704    | 4,78 / 100,00   | 0 / 7      |
| Votos Inválidos         | Votos Inválidos             | 638    | 4,33 / 100,00   |            |
| Total                   | Total                       | 14 732 | 100,00 / 100,00 | 7 / 7      |
| Eleitorado/Participação | Eleitorado/Participação     | 21 143 | 69,68 / 100,00  |            |

### Portimão
| Partido                 | Partido                                 | Votos  | %               | Vereadores |
| ----------------------- | --------------------------------------- | ------ | --------------- | ---------- |
|                         | Partido Socialista                      | 6 444  | 39,31 / 100,00  | 4 / 7      |
|                         | Frente Eleitoral Povo Unido             | 3 688  | 22,50 / 100,00  | 2 / 7      |
|                         | Partido Social Democrata                | 2 983  | 18,20 / 100,00  | 1 / 7      |
|                         | Centro Democrático Social               | 1 164  | 7,10 / 100,00   | 0 / 7      |
|                         | Grupos Dinamizadores de Unidade Popular | 907    | 5,53 / 100,00   | 0 / 7      |
|                         | MRPP                                    | 515    | 3,14 / 100,00   | 0 / 7      |
| Votos Inválidos         | Votos Inválidos                         | 691    | 4,22 / 100,00   |            |
| Total                   | Total                                   | 16 392 | 100,00 / 100,00 | 7 / 7      |
| Eleitorado/Participação | Eleitorado/Participação                 | 24 244 | 67,61 / 100,00  |            |

### São Brás de Alportel
| Partido                 | Partido                     | Votos | %               | Vereadores |
| ----------------------- | --------------------------- | ----- | --------------- | ---------- |
|                         | Partido Socialista          | 1 588 | 48,95 / 100,00  | 3 / 5      |
|                         | Partido Social Democrata    | 995   | 30,67 / 100,00  | 1 / 5      |
|                         | Frente Eleitoral Povo Unido | 558   | 17,20 / 100,00  | 1 / 5      |
| Votos Inválidos         | Votos Inválidos             | 103   | 3,17 / 100,00   |            |
| Total                   | Total                       | 3 244 | 100,00 / 100,00 | 5 / 5      |
| Eleitorado/Participação | Eleitorado/Participação     | 5 679 | 57,12 / 100,00  |            |

### Silves
| Partido                 | Partido                     | Votos  | %               | Vereadores |
| ----------------------- | --------------------------- | ------ | --------------- | ---------- |
|                         | Partido Socialista          | 5 992  | 39,79 / 100,00  | 3 / 7      |
|                         | Frente Eleitoral Povo Unido | 4 005  | 26,60 / 100,00  | 2 / 7      |
|                         | Partido Social Democrata    | 3 137  | 20,83 / 100,00  | 2 / 7      |
|                         | Centro Democrático Social   | 709    | 4,71 / 100,00   | 0 / 7      |
|                         | MRPP                        | 400    | 2,66 / 100,00   | 0 / 7      |
| Votos Inválidos         | Votos Inválidos             | 816    | 5,42 / 100,00   |            |
| Total                   | Total                       | 15 059 | 100,00 / 100,00 | 7 / 7      |
| Eleitorado/Participação | Eleitorado/Participação     | 24 290 | 62,00 / 100,00  |            |

### Tavira
| Partido                 | Partido                                 | Votos  | %               | Vereadores |
| ----------------------- | --------------------------------------- | ------ | --------------- | ---------- |
|                         | Partido Socialista                      | 4 053  | 41,60 / 100,00  | 3 / 7      |
|                         | Partido Social Democrata                | 3 110  | 31,92 / 100,00  | 3 / 7      |
|                         | Frente Eleitoral Povo Unido             | 1 352  | 13,88 / 100,00  | 1 / 7      |
|                         | Grupos Dinamizadores de Unidade Popular | 330    | 3,39 / 100,00   | 0 / 7      |
|                         | MRPP                                    | 278    | 2,85 / 100,00   | 0 / 7      |
| Votos Inválidos         | Votos Inválidos                         | 619    | 6,35 / 100,00   |            |
| Total                   | Total                                   | 9 742  | 100,00 / 100,00 | 7 / 7      |
| Eleitorado/Participação | Eleitorado/Participação                 | 19 730 | 49,38 / 100,00  |            |

### Vila do Bispo
| Partido                 | Partido                     | Votos | %               | Vereadores |
| ----------------------- | --------------------------- | ----- | --------------- | ---------- |
|                         | Partido Socialista          | 1 090 | 44,36 / 100,00  | 3 / 5      |
|                         | Partido Social Democrata    | 599   | 24,38 / 100,00  | 1 / 5      |
|                         | Frente Eleitoral Povo Unido | 565   | 23,00 / 100,00  | 1 / 5      |
| Votos Inválidos         | Votos Inválidos             | 203   | 8,26 / 100,00   |            |
| Total                   | Total                       | 2 457 | 100,00 / 100,00 | 5 / 5      |
| Eleitorado/Participação | Eleitorado/Participação     | 4 221 | 58,21 / 100,00  |            |

### Vila Real de Santo António
| Partido                 | Partido                                 | Votos  | %               | Vereadores |
| ----------------------- | --------------------------------------- | ------ | --------------- | ---------- |
|                         | Partido Socialista                      | 2 481  | 35,26 / 100,00  | 3 / 7      |
|                         | Frente Eleitoral Povo Unido             | 2 178  | 30,95 / 100,00  | 3 / 7      |
|                         | Partido Social Democrata                | 1 416  | 20,12 / 100,00  | 1 / 7      |
|                         | Grupos Dinamizadores de Unidade Popular | 351    | 4,99 / 100,00   | 0 / 7      |
|                         | MRPP                                    | 178    | 2,53 / 100,00   | 0 / 7      |
| Votos Inválidos         | Votos Inválidos                         | 433    | 6,16 / 100,00   |            |
| Total                   | Total                                   | 7 037  | 100,00 / 100,00 | 7 / 7      |
| Eleitorado/Participação | Eleitorado/Participação                 | 10 771 | 65,33 / 100,00  |            |